# Kimmo Eskelinen
Kimmo Eskelinen, född den 4 april 1983, är en svensk innebandyspelare (back) som sommaren 2010 skrev på för Visby IBK. Mellan 2002 och 2010 spelade Eskelinen i Warberg IC och dessförinnan hade han spelat för Svenljunga IBK och  Borås IBF. Han återvände inför säsongen 2011/2012 till Warberg IC efter att ett avtal på tre år tecknats med klubben.
Eskelinen vann tre SM-guld med Warberg och har även vunnit VM-guld. Efter säsongen 2009-2010 blev han utsedd till Svenska Superligans bäste back.